# Faliro (metropolitana di Atene)
Faliro (in greco: Σταθμός Νέου Φαλήρου) è una stazione della linea 1 della metropolitana di Atene.